# جرج تون
جرج تون (به انگلیسی: George Toone) بازیکن فوتبال زادهٔ ۱۰ ژوئن ۱۸۶۸ اهل کشور انگلستان که سابقهٔ بازی در تیم ملی فوتبال انگلستان را در کارنامهٔ خود دارد. وی در تاریخ ۵ مارس ۱۸۹۲ نخستین بازی ملی خود را در مقابل تیم ملی فوتبال ولز انجام داد و با حضور در ۲ بازی ملی، در تاریخ ۲ آوریل ۱۸۹۲ واپسین بازی ملی‌اش را در برابر تیم ملی فوتبال اسکاتلند برگزار کرد.